# ناوشکن کلاس توربین
دیسترویر کلاس توربین (به انگلیسی: Turbine-class destroyer) یک کلاس از کشتی است که طول آن ۹۳٫۲ متر (۳۰۵ فوت ۹ اینچ) می‌باشد.